# Pavonia renifolia
Pavonia renifolia är en malvaväxtart som beskrevs av A. Krapovickas. Pavonia renifolia ingår i släktet påfågelsmalvor, och familjen malvaväxter. Inga underarter finns listade i Catalogue of Life.